# Обрајен (Орегон)
Обрајен (енгл. OBrien) насељено је место без административног статуса у америчкој савезној држави Орегон.

## Демографија
По попису из 2010. године број становника је 504.
| Група             | 2000.    | 2010.       |
| Белци             | 0 (0,0%) | 447 (88,7%) |
| Афроамериканци    | 0 (0,0%) | 5 (1,0%)    |
| Азијати           | 0 (0,0%) | 3 (0,6%)    |
| Хиспаноамериканци | 0 (0,0%) | 29 (5,8%)   |
| Укупно            | 0        | 504         |